# Куст (посёлок)
Куст — поселок в Петровском районе Саратовской области, входит в состав сельского поселения Пригородное муниципальное образование.

## География
Находится на расстоянии примерно 16 километров по прямой на юго-восток от районного центра города Петровск.

## История
Официальная дата основания 1787 год. Мордовский хутор Куст основан между 1859 и 1912 годами (предположительно, в 1863 году) крестьянами села Оркино. На 1912 г. в хуторе числилось 11 дворов, проживало 17 мужчин и 22 женщины. После революции, в рамках коллективизации основателей Куста раскулачили, сожгли их дома, отправили в ссылки. В 60-е годы произошло укрупнение колхозов. Куст стал отделением колхоза «Страна Советов» (в нём находилась пятая бригада колхоза). В тот момент здесь насчитывалось около сорока домов, проживало порядка двухсот человек, в деревне были две фермы. Фактически на 2014 год здесь осталось только два жилых дома, постоянно в которых проживают два человека, родившиеся в сороковых годах XX века. С районным центром поселок связан асфальтированной дорогой, дважды в неделю сюда заезжает рейсовый автобус.

## Население
Постоянное население составило 35 человека (чеченцы 60 %) в 2002 году, 22 в 2010.